# Ben Parker (stripfiguur)
Benjamin "Ben" Parker, vaak Oom Ben genoemd, is een personage uit de Spider-Man strips van Marvel Comics. Hij werd bedacht door Stan Lee en Steve Ditko.
Ben was de oom en adoptievader van Peter Parker, alias Spider-Man. Hij verscheen voor het eerst in Amazing Fantasy #15 (augustus 1962) en werd in datzelfde stripalbum gedood door een inbreker die Spider-Man eerder tegen had kunnen houden maar toen liet lopen. Dit maakte dat Spider-Man een superheld werd.
Hoewel zijn rol in de strips maar zeer klein is, is hij wel een van de belangrijkste personages uit de Spider-Man strips. Hij verschijnt nog vaak in flashbacks.

## Biografie
Ben Parker werd geboren rond de Tweede Wereldoorlog. Hij kende zijn toekomstige vrouw May al sinds de middelbare school, maar zij was verliefd op een andere jongen waarvan Ben wist dat hij bij criminele activiteiten was betrokken. Toen hij haar op een nacht ten huwelijk vroeg, greep Ben in en ontmaskerde hem als een moordenaar. Toen de jongen werd gearresteerd begon de relatie tussen May en Ben zich te ontwikkelen. Ze trouwden uiteindelijk. Toen Bens jongere broer Richard en zijn vrouw Mary omkwamen, namen Ben en May de zorg van hun zoon Peter op zich.
Ben werd uiteindelijk gedood door een inbreker die het huis van de Parkers binnendrong, op zoek naar een verborgen geldbedrag. Na de moord wist Spider-Man de inbreker te vangen, maar ontdekte tot zijn schok dat dit dezelfde man was die hij eerder had kunnen tegenhouden maar toen liet lopen omdat hij het niet zijn zorg vond.
Ben Parker werd één keer 5 minuten teruggeroepen naar de Aarde door Doctor Strange, als verjaardagscadeau voor Peter Parker (Spider-Man).

## "Met grote kracht komt grote verantwoordelijkheid"
With great power comes great responsibility, in het Nederlands vertaald als "Met grote kracht komt grote verantwoordelijkheid", is wellicht de bekendste zin uit de Spider-Man-strips en andere media. Het is tevens de bekendste uitspraak van Ben Parker, die toen hij nog leefde de zin vaak tegen Peter gebruikte.
Toch was dit niet altijd het geval. In de eerste Spider-Man-strip verscheen de zin enkel bovenaan het laatste plaatje. En niet in een tekstballon, maar in een informatiebalk. Ben had in de hele strip slechts twee regels tekst. Pas in latere verhalen en flashbacks die zich afspelen voor Bens dood werd de zin steeds meer en meer een uitspraak van Ben Parker.
Ook andere interpretaties van Spider-Man, zoals de films en de animatieseries, schrijven de zin toe aan Ben Parker.

## Bens dood
Oom Bens dood is opvallend in het opzicht dat hij een van de weinige karakters in een Marvel strip is wiens dood permanent is. Het komt geregeld voor dat prominente en minder prominente karakters sterven, maar deze later op een of andere manier toch weer terugkeren. Veel fans zijn van mening dat dit bij Ben nooit zal gebeuren aangezien Bens dood direct verbonden is met Spider-Mans beslissing om een held te worden, en hem weer terug laten keren Spider-Mans oorsprong zou schaden.
Toch zijn er wel een paar voorbeelden waarin oom Ben in leven blijft. Zo is hij nog in leven in een deel van de stripserie What If, waarin telkens wordt getoond wat er zou gebeuren als bepaalde gebeurtenissen uit de Marvel strips niet of juist wel hadden plaatsgevonden. In de laatste twee afleveringen van Spider-Man: The Animated Series ontmoet Spider-Man een alternatieve versie van zichzelf uit een wereld waar oom Ben nog leeft en Peter zelf een rijke industrielist is geworden. Peter gebruikt de oom Ben uit deze alternatieve realiteit uiteindelijk om Spider-Carnage (ook een alternatieve versie van Spider-Man, overgenomen door de Carnage symbioot) tot rede te brengen. In een verhaallijn uit Friendly Neighborhood Spider-Man kwam een oom Ben voor uit een alternatieve realiteit waarin hij was blijven leven en in zijn plaats tante May was omgekomen in een soortgelijke situatie.

## Oom Ben in films en televisieseries
- Oom Ben verscheen in de animatieserie Spider-Man: The Animated Series. Zijn stem werd ingesproken door Brian Keith. Hij verscheen meestal als een soort geest die Spider-Man toesprak als hij gefrustreerd was over een missie. In de serie werd oom Ben vermoord door een crimineel die Peter had laten ontsnappen na een worstelwedstrijd. In de laatste aflevering verscheen een nog levende oom Ben uit een alternatieve realiteit.

- In de film Spider-Man (2002) werd oom Ben gespeeld door Cliff Robertson. Hij wordt uiteindelijk vermoord door een autodief die Peter kort daarvoor expres liet ontsnappen uit het kantoor van een worstelmanager, omdat deze Peter weigerde te betalen voor het gevecht dat hij zojuist had gewonnen.
- In Spider-Man 2 (2004) verschijnt oom Ben ook in een soort droom wanneer Peter twijfelt of hij wel door moet gaan met zijn leven als Spider-Man.
- In Spider-Man 3 (2007) blijkt dat niet de autodief maar zijn partner Sandman oom Bens moordenaar is. Na het eindgevecht, tussen Sandman en Venom aan de ene zijde en Peter en Harry Osborn aan de andere zijde, vergeeft Peter Sandman voor de moord op oom Ben.
- In The Amazing Spider-Man (2012) wordt oom Ben gespeeld door Martin Sheen. Hierin wordt hij doodgeschoten door een winkeldief die hij had geprobeerd te stoppen. Peter had kort daarvoor de dief laten gaan, omdat hij vond dat de diefstal niet zijn probleem was. Voor de film The Amazing Spider-Man 2 (2014) keert Ben Parker weer terug in een korte rol.

## Franklin Richards' oom Ben
Franklin Richards van de Fantastic Four noemt Benjamin Grimm, Thing, vaak “oom Ben”. Franklin Richards en Peter Parker hebben ook dezelfde tweede naam, Benjamin. Verder zijn Thing en Ben Parker naamgenoten. Peter is zich bewust van dit feit, en vertelde Franklin dan ook dat “een oom Ben altijd gelijk heeft”.